# مؤتمر حرية العراق
مؤتمر حرية العراق (بالإنجليزية:  Iraq Freedom Congress)‏ الذي يشار إليه اختصارًا (بالإنجليزية:  IFC)‏ «الأي أف سي»، هو حزب سياسي عراقي، تم تأسيسه في [[مارس 2005]]. وكان الحزب الشيوعي العمالي العراقي هو من قام في الأساس بإنشاءه، ويضم اليوم منظمات سياسية ونقابية وجمعيات ذات توجهات مختلفة. أمين عام الحزب هو «سمير عادل» الذي كان معتقلًا سياسيًا في عهد نظام صدام حسين.
وينادي مؤتمر حرية العراق بتطبيق الديمقراطية والعلمانية، ويعد من أنصار تيار التقدمية، كما يناهض الاحتلال الأمريكي والإسلام السياسي في العراق. ويتخذ حزب حرية العراق شعارًا شائعًا له هو:
«لا شيعية ولا سنية... هويتنا هي الإنسانية ! والاحتلال هو عدو الإنسانية»، معبرا بذلك عن رفضه للانقسامات العرقية والدينية. وقد تم تصنيف الحزب كحركة يسارية نظرًا لجذوره النقابية وخطابه ومرجعيته الشيوعية.
ويناهض مؤتمر حرية العراق اللجوء إلى الإرهاب مفضلا العمل السياسي والاجتماعي، ومناصرًا للمقاومة المدنية، مرتكزًا على لقاعدة نقابية صلبة. ويمتلك الحزب تنظيمه العسكري الخاص الذي يُطلق عليه «قوات الأمن». كما يتحكم في عدد من المقرات الحزبية، إلا أن عدد أعضائه غير معروف. ويرفض الحزب المشاركة في الانتخابات، مستنكرًا ما يحدث من تزوير مفرط في الاقتراع الذي يتم تحت احتلال عسكري، يصعُب خلاله تحديد عدد الناخبين المؤيدين له.
ويصدر مؤتمر حرية العراق جريدتين: الأولى باللغة العربية عنوانها «معًا نحو الحرية»  والأخرى باللغة الإنجليزية بعنوان «حرية العراق». ومنذ يونيو 2007، يدير الحزب قناة تليفزيونية باسم:«سنا تي في» أي الضوء. ويتمتع الحزب أيضًا بشبكة تضامن دولية كبيرة في اليابان والولايات المتحدة الأمريكية.

شعار مؤتمر حرية العراق: كرة ترمز إلى الإنسانية ورُسِمَت على خريطة العراق و شبكتها النهرية وتشير إلى دولة الضفتين و ثلاثة حروف (الإي أف سي) ترمز إلى مؤتمر حرية العراق.

## إنشاء حزب مؤتمر حرية العراق

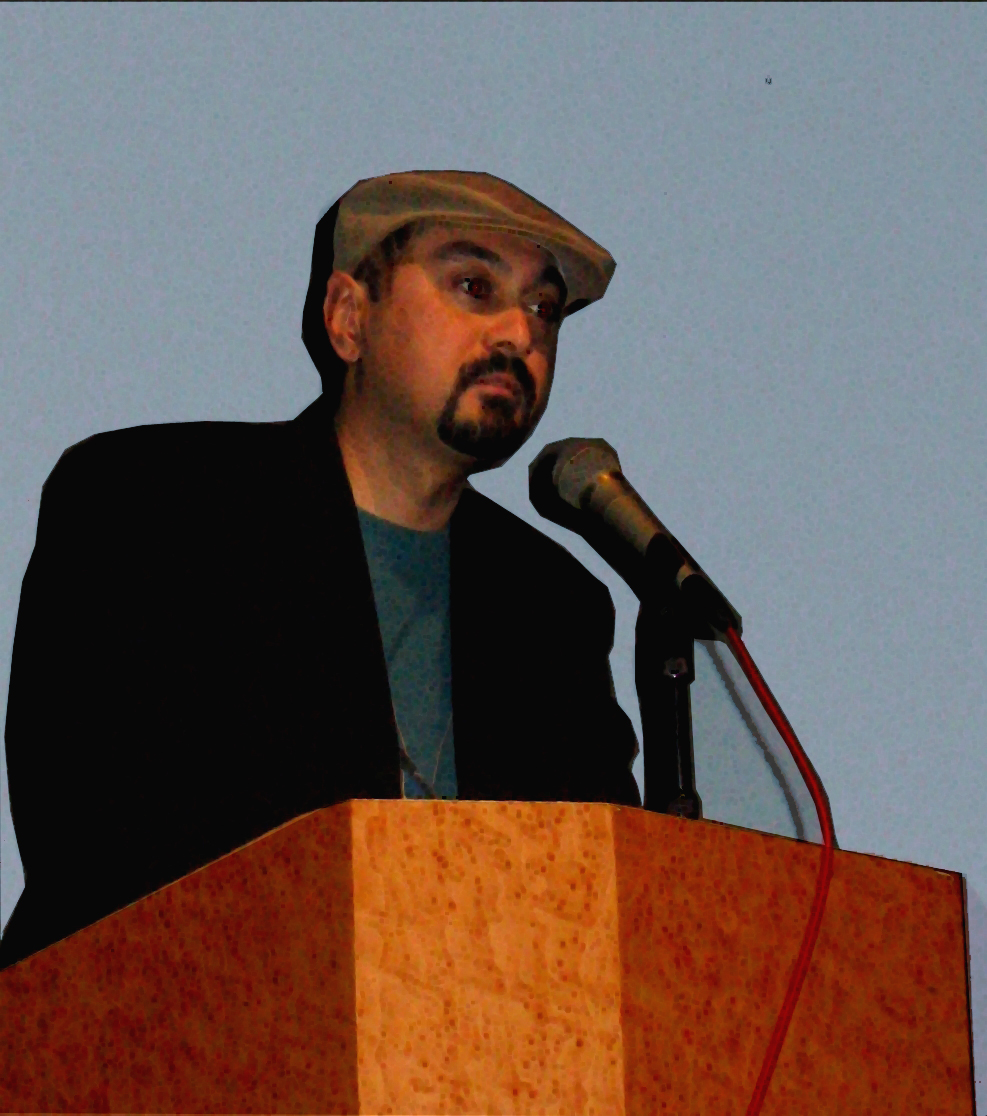
سمير عادل, الأمين العام لمؤتمر حرية العراق.

سمير عادل هو الأمين العام لمؤتمر حرية العراق.
تم إنشاء حزب مؤتمر حرية العراق بمبادرة من الحزب الشيوعي العمالي العراقي. وقام -كورش مدرسي- القيادي بالحزب الشيوعي العمالي الإيراني "حكمتي" وعضو اللجنة المركزية للحزب العمالي العراقي</ref> واللجنة المركزية لحزب مؤتمر حرية العراق- بكتابة برنامج الحزب وبيانه الرسمي. وتم عرض المقترحين علي الجلسة الخامسة عشر المكتملة للجنة المركزية للحزب، وكذلك على مجلس الحزب الذي أقرهما بتاريخ 18 مارس 2005.
وهناك صلة جلية وكبيرة تربط مؤتمر حرية العراق والحزب الشيوعي العمالي العراقي. فهذا الحزب هو القوة الوحيدة السياسية المنظمة في مؤتمر حرية العراق على المستوى الوطنى. إلا أن سمير عادل، رئيس الحزب وعضو المكتب السياسي- صرح بأن:" هناك الآلاف من الأشخاص الذين انضموا إلى الحزب، 90% أو 95% منهم ليسوا أعضاءً بالحزب الشيوعي العمالي العراقي. وهذا يعني أن حزب مؤتمر العراق، حتى وإن كان مشروعًا من إعداد الحزب الشيوعي العمالي العراقي، -الذي لا يعد اليوم إلا أحد التيارات السياسية- إلا أنه يمثل الجناح اليساري لحزب مؤتمر حرية العراق."
بيد أن هذا التصريح يصعُب التأكد منه لغياب الدراسات الاجتماعية بشأن مؤتمر حرية العراق والتي يصعب إجراءها في ظل السياق العراقي الحالي. كما أن انضمام النقابات الهامة لاسيما النقابة العامة للموظفين العاملين بقطاع النفط بقيادة حسن جمعة، بالإضافة إلى الجمعيات التي لا تمت بصلة بالشيوعية العمالية، يمكن أن يغير بالفعل التوازن السياسي الداخلي لمؤتمر حرية العراق. وقد تم توجيه اتهام دون دليل لكل من حسن جمعة، وفالح عبود، وعبد الله المالكي -القياديين بالنقابة العامة للموظفين العاملين بقطاع النفط والأعضاء باللجنة المركزية للحزب- لانضمامهم سابقًا إلى حزب البعث، إلا أن حزب مؤتمر العراق نفي هذا الأمر. فالنقابة العامة للموظفين العاملين بقطاع النفط ذات مرجعية دينية شيعية".
ويذكر مؤتمر حرية العراق، كنموذج يحتذي به في نشاطه، مكافحة المؤتمر الوطني الإفريقي ضد الفصل العنصري «الأبرتايد» في جنوب إفريقيا، والانتفاضة الفلسطينية الأولى، مشيرًا إلى أن الهجمات الانتحارية التي تقوم بها حماس والجماعات الجهادية الإسلامية أفشلت عملية السلام. فقد كتب سمير عادل أن:«مؤتمر حرية العراق يلجأ إلى الوسائل الآتية: التعليم والمؤتمرات والتظاهرات والعصيان المدني والتمرد الجماعي (كالانتفاضة الفلسطينية الأولى) لوضع حد للاحتلال ولبناء دولة غير عرقية وغير دينية». إلا أنه يعود الفضل في إعداد برنامج الحزب  ورؤيته للدور المنوط به إلى الماركسي الإيراني «منصور حكمت» وهي (أهمية العمل الاجتماعي، وترسيخ النشاط العمالي، وإبراز بعض الشخصيات السياسية). ونظرًا لتوجه الحزب في ترسيخ العمل المجتمعي والنقابي، يمكن المقارنة، مع الاختلاف في النسب، بين مؤتمر حرية العراق وما كان عليه الحزب الشيوعي العراقي قبل نظام صدام حسين. وهناك العديد من القياديين بمؤتمر حرية العراق الذين ناضلوا سابقًا من خلال هذا الحزب كذكري فيصل، وسمير عادل، ونادية محمود.

## البرنامج
تحدد برنامج حزب مؤتمر حرية العراق من خلال البيان الرسمي المؤسس للحزب في مارس 2005. ويتلخص البرنامج في أربع نقاط:
•	إنهاء الاحتلال والرحيل الفوري للقوات الأمريكية.
•	وضع حد لتدخل التيارات الإسلامية في حياة الأفراد.
•	ضمان حق الشعب العراقي في حرية اتخاذ القرارات، وفي إبلاغه بمستقبل النظام السياسي.
•	إصلاح الحياة المدنية في العراق.
هذه النقاط الأربع العامة، تم استكمالها في ست عشرة نقطة إضافية تحدد تصور مؤتمر حرية العراق للاحتلال الأمريكي والانقسامات العرقية، والعلمانية، والحكومة العراقية. وعلاوة على ذلك، تتلخص التدابير الديمقراطية المضافة إلى هذه النقاط المفصلة أدناه في الآتي:
الإفراج عن جميع المعتقلين السياسيين،
	إلغاء عقوبة الإعدام،
نشر جميع سجلات النظام البعثي والحكومات التي تولت مهامها منذ بدء الاحتلال،
التمكين الحر للأحزاب السياسية من الظهور بحرية في وسائل الإعلام،
تنظيم انتخاب مجلس مؤقت من خلال نظام الاقتراع العام المباشر، يكلف باقتراح نظام سياسي جديد.
أما التدابير الاجتماعية التي ينوى الحزب اتخاذها فهي تتلخص في تخصيص إعانات بطالة للأشخاص القادرين على العمل والذين تتعدى أعمارهم ستة عشر عامًا. ذلك بالإضافة إلى تخصيص إعانة مالية لذوي الاحتياجات الخاصة. وقد قامت حركات العاطلين عن العمل في 2003 في العراق بالمطالبة بهذا الحق أيضًا.
ويُذكر أن - قاسم هادي- الذي كان المتحدث الرسمي لهذه الحركات، هو الآن أحد قيادات حزب مؤتمر حرية العراق.

## الحرب في العراق
تتصدر مقاومة الاحتلال الأمريكي برنامج مؤتمر حرية العراق: «لقد أدت الحرب التي شنتها الولايات المتحدة الأمريكية على العراق، إلى تفكيك قواعد المجتمع المدني العراقي. وقد أطلقت هذه الحرب سراح القوة الدينية والعرقية الأكثر رجعية ضد الشعب العراقي». يُرجع الحزب إذن السبب في تصاعد قوة الإسلام السياسي في العراق إلى وجود قوات الاحتلال. كما أن البيان الرسمي للحزب يعارض فكرة نشر قوات دولية برعاية الأمم المتحدة، إلا أن هذا الحل قد اقترحه أحد العناصر المكونة للحزب، أي الحزب الشيوعي العمالي العراقي. بيد أن مؤتمر حرية العراق يمتنع عن اتباع الوسائل التقليدية المناهضة للثقافة الأمريكية ويتبنى طوعًا رموزًا ذات دلالات غربية «كالبنطال الجينز الأزرق» الذي يرتديه أفراد قوات الأمن. كما أن خطابه لا يشير إلى العداء للإمبريالية ولا إلى فكرة التحرر الوطني، بل إنه يعبر عن إرث للشيوعية العمالية التي تعتقد أن هذا المصطلح يتيح المجال أمام تحالفات غير طبيعية مع القوميين والإسلاميين.
ويستنكر الحزب ممارسات القوى العسكرية الأمريكية منددًا، على سبيل المثال، بقمع المتظاهرين، في كركوك، الذين كانوا يحتجون ضد ارتفاع سعر النفط المحلي. كما استنكر الحزب ممارسات الجيوش العسكرية الأخرى المتواجدة في العراق، حيث ندد بمقتل أربعة مدنيين على يد القوات البريطانية في البصرة في العاشر من أبريل 2007. وندد أيضًا بالاتفاق السابق المبرم بين حكومة نور المالكي وجورج بوش الابن لمد فترة بقاء الجيوش الأمريكية على الأراضي العراقية والذي عده عقبة في طريق استعادة الاستقرار، وخطرًا على الحركات التقدمية في الشرق الأوسط.
وفضلًا عن ذلك، أدان الحزب التعذيب في سجن أبو غريب في بوكا وجادرية ببغداد. كما شن حملات لتحرير السجناء المعتقلين في السجون العسكرية الأمريكية في العراق. ورغم معارضة مؤتمر حرية العراق لحزب البعث، إلا أنه ندد بإعدام صدام حسين من باب اعتراضه على حكم بالإعدام صادرًا في ظل احتلال عسكري.
وندد مؤتمر حرية العراق بالعمليات العسكرية التركية في كردستان العراق ضد القواعد العسكرية لحزب العمال الكردستاني، ولكن دون دعم لحزب العمال. وقبل أن يتم تأسيس مؤتمر حرية العراق شاركت عدة منظمات –أصبحت اليوم ضمن أعضاء الحزب- إلى جانب حزب إيجاد حل ديمقراطي لمشكلة كردستان، (الفرع العراقي لحزب العمال الكردستاني)- ومنظمات أخرى يسارية في مؤتمر عُقد في أغسطس 2004 «لإعادة تنظيم المجتمع المدني في العراق». وتوصل هذا المؤتمر إلى نتائج تماثل أهداف حزب مؤتمر حرية العراق، إلا أن ذلك المؤتمر لم يفضٍ إلى مبادرات ملموسة.

## الانقسامات العرقية
وفيما يتعلق بالعلاقات المتوترة بين الأكراد والعرب، أعلن سمير عادل:«أن أعدائكم ليسوا العرب ولا الأكراد ولا التركمان الذين عشتم معهم لسنوات والذين عانيتم معهم لسنوات تحت حكم صدام حسين وفي ظل العقوبات الاقتصادية. العدو الحقيقي هو الاحتلال والجماعات الطائفية الذين يقتلون ويقطعون رؤوس الضحايا لمصالحهم الشخصية. إن حزب مؤتمر حرية العراق يكافح في سبيل راية أخرى ترمز إلى المساواة بين الأشخاص بغض النظر عن انتمائهم العرقي ومعتقداتهم الدينية وتوجهاتهم السياسية وذلك من خلال إنشاء دولة علمانية لا دينية».
ويشير مؤتمر حرية العراق بوضوح للأوضاع في لبنان وكوسوفو ورواندا، للتنديد بخطر التصنيفات العرقية والدينية للسكان. لذلك ندد الحزب، من خلال البيان ذاته، بالهجمات التي شُنت علي الأماكن المقدسة الشيعية والمساجد السنية. كما ندد بقمة القاهرة التي عقدتها جامعة الدول العربية في ديسمبر 2005، لأنه شرع الانقسام العرقي والديني للبلاد. ويثير قلق الحزب الوضع المضطرب في كركوك، بين القوميين العرب والأكراد والتركمان. ولجميع هذه الأسباب، ندد مؤتمر حرية العراق بدستور 2005، الذي يعده كنتاجًا للاتفاق بين القوميين الأكراد والإسلاميين الشيعيين حتى يحدث انقسامًا بين أطياف الشعب العراقي على أسس عرقية ودينية.
ولذلك يرفض الحزب أي مشاركة من جانب دولة العراق، فضلًا عن الحل الفدرالي. لأن الحزب يعد ذلك الأمر عاملًا محتملًا في الانقسام العرقي و/أو الديني، مما يخالف مفهومه عن الهوية الإنسانية. وعلى النقيض من ذلك، لا يعارض الحزب فكرة انفصال الكردستان، حيث ينص البيان الرسمي للحزب على:"إجراء استفتاء عاجل في مناطق الأكراد على الموافقة إما على انفصالهم عن العراق، إما على اندماجهم في العراق باعتبارهم مواطنين يتمتعون بحقوق متساوية". وهذا الموقف المعقد يشكل جزءً آخر من إرث الشيوعية العمالية.
ويدافع الحزب، إضافة إلى ذلك، عن الفلسطينيين المقيمين في العراق ضد الهجمات التي يشنها عليهم أعضاء الحرس الوطني العراقي وقوات وزارة الداخلية. وينص البيان على:«أن النظام الوطني قد استغل تلك العائلات النازحة للمزايدة في وعوده وللضغط على النظم العربية والتيار العنصري في الدولة الإسرائيلية». كما أن هؤلاء اللاجئين الفلسطينيين هم ضحايا لاقترانهم دائما بنظام صدام حسين الذي استخدم قضيتهم كدعاية له ولم يحصلوا يومًا على الجنسية العراقية ومازالوا يقيمون في خيام اللاجئين. ونلاحظ أحيانًا ذكر الوضع الفلسطيني في خطاب مؤتمر حرية العراق كما في مناسبة بناء حائط يهدف إلى التحكم في حي الآدمية، حيث أشار البيان إلى حائط مماثل يفصل بين إسرائيل وفلسطين.

## العلمانية
تم تخصيص أربع نقاط من بين الست عشرة نقطة الواردة في بيان الحزب للعلمانية. وتقترح هذه النقاط الفصل التام بين الدين والدولة والتعليم وإلغاء جميع القوانين التي أُقرت على أساس ديني. كما تقترح الحرية الدينية وحرية الإلحاد، فضلًا عن حرية التعبير والصحافة والاجتماع والتنظيم والتظاهر بصورة كاملة وغير مشروطة. ويقترح البيان، في النهاية، مصادرة جميع ممتلكات المؤسسات الدينية حتى يتم إخضاعها للاحتياجات الاجتماعية والسياسية والترفيهية للشعب. وجدير بالذكر، أن الحق في الإلحاد يعد أمرًا هامًا، حيث أنه لا يُفَصَل عادة بصراحة في برامج الأحزاب العلمانية في الشرق الأوسط.
ونجد بين أعضاء الحزب ملحدين يعلنون صراحة عن إلحادهم، وهم أعضاء الحزب الشيوعي العمالي العراقي، ولكننا نجد أيضًا مسلمين- كحسن جمعة- يعادون الحرب الأهلية. بيد أن هذا الالتزام العلماني لا يخلو من الأخطار التي تحدق بأعضاء الحزب، فقد صرح سمير عادل قائلًا:«إن القاعدة في بيان خاص لها أفادت بأن مؤتمر حرية العراق يمثل خطرًا أكبر من خطر الموساد لكوننا منظمة علمانية تعادي الإسلام السياسي. وأضاف بيان القاعدة أيضًا أنها لن تهاجمنا حاليًا لأننا ضد الاحتلال، ولأن الحزب لديه قاعدة اجتماعية، ويتمتع بدعم دولي هام. ولكن بعد انتهاء الاحتلال سنكون أول المستهدفين من هجمات القاعدة». وعلاوة على ذلك، أصدرت جماعة مقتدي الصدر فتوى ضد سمير عادل.
ويندد الحزب كثيرًا بممارسات الميليشيات الدينية المرتبطة بأحزاب الحكومة، فقد ندد، على سبيل المثال، بالمواجهات التي وقعت في أغسطس 2007 في كربلاء بين الجماعات المسلحة الشيعية وجيش المهدي والمجلس الأعلى الإسلامي العراقي، وهما حزبان ينتميان إلى الحكومة العراقية، وبمقتل عدد من النساء على يد تلك الميليشيات خاصة في منطقة البصرة.
كما ينقد مؤتمر حرية العراق الهجمات التي ارتكبتها الجماعات الإرهابية الدينية، كهجوم سنجار الذي أسفر عن عدد كبير من الضحايا يصل إلى 500 شخص في أغسطس 2007. وانتقد أيضًا الهجوم الذي تم شنه على المسجد الشيعي في سامراء. وعلق سمير عادل قائلًا أن 62 شخصًا قد لقوا حتفهم جراء مقتل جندي أمريكي واحد، مضيفًا أننا إذا أردنا رحيل 168 ألف جندي من الأراضي العراقية فيجب في المقابل قتل جميع سكان العراق، مما يجعل، بالنسبة له، أي تخطيط يلجأ إلى العنف باطلًا.

## الحكومة العراقية
لم يشارك حزب مؤتمر العراق في أية انتخابات، فهو يندد بعمليات التزوير واسعة النطاق، وبالضغوط التي تُمارس على الناخبين، وبالاحتلال العسكري، وبالتحليلات والممارسات ذات العلاقة بالانتخابات والتي تستند إلى انقسامات الشعوب على أسس عرقية ودينية. ويتهم الحزب الجماعات العرقية والدينية بالاستيلاء على الثروات ومنع الآخرين، خاصة من يعادون الاحتلال، من المشاركة فعليًا في النقاش. ويعتقد الحزب أن الضغوط التي تمارسها الميليشيات على مكاتب الاقتراع في المناطق المختلفة تمنع حرية الاقتراع. ويعتبر الحزب أن عوامل كالظروف الأمنية وغياب المراقبين والصحفيين الدوليين تساهم في عملية تزوير نتائج الانتخابات. وشهدت انتخابات العراق بالفعل تمثيل ضعيف نتيجة لصعوبة وضع قوائم انتخابية موثوق بها (فتم استخدام القوائم المقننة، مما عد وسيلة من وسائل الضغط). وشهدت دعوات حاشدة لمقاطعة الانتخابات في عدة أقاليم (حيث امتنعت نسبة تتراوح ما بين 75% و 98% من التصويت في الأقاليم «السنية» في ديسمبر 2005 مما أدي إلى تقويض شرعية النتائج).
وفضلًا عن ذلك، ندد الحزب بنفاق حكومة جلال طالباني في كردستان التي تتحدث عن الديمقراطية، في حين أنها تلقي القبض على أعضاء الحزب الشيوعي العمالي العراقي وعلى الأشخاص اللذين يشاركون في إحياء ذكرى المذبحة التي ارتكبتها قوات صدام حسين بحق الأكراد.

## هيكل حزب مؤتمر حرية العراق
يتكون الهيكل الأساسي لمؤتمر حرية العراق من لجان المدن أو المقاطعات بالنسبة للمدن الكبرى. واللجنة المركزية هي جهاز اتخاذ القرار، ويتم انتخاب أعضائها بالاتفاق العام، ويمثلها مكتبها التنفيذي خلال الاجتماعات الكاملة شبه السنوية، وتدير تلك اللجنة نقابة صبحي البدري. كما أن تشكيل اللجنة المركزية يعكس التشكيل الداخلي للحزب، بما أن الانضمام إلى الحزب يتم بشكل فردي وجماعي (اتحاد، حزب سياسي، نقابة... إلخ). ويشارك في عملية التصويت فروع الحزب في الخارج والمنظمات الأعضاء في الخارج خاصة اليابان.
وخلال إعداد أول مؤتمر للحزب في يونيو 2007، تم الاتفاق على انتخاب 200 نائب وتم افتتاح 28 مكتبَ اقتراع في العراق، كما تم افتتاح مكاتب بالخارج، في اليابان وسويسرا والمملكة المتحدة وفنلندا والسويد وأمريكا الشمالية. ويتولى نائب واحد رئاسة كل مكتب، ولا يكون بالضرورة عراقيًا، حيث أن موري فوميهيرو الياباني يدير مكتب جنوب شرق آسيا.
وتنص لائحة الحزب بمنح مكانة هامة «لمقرات الشعب» أي المقرات الواقعة في كل منطقة، إلا أن هذه المقرات لم تلق النجاح المنشود. فتم افتتاح مقرين فقط في مايو 2006، الأول يقع بمدينة الأسكندرية بعد موافقة رئيس البلدية، والثاني تم افتتاحه في مقاطعة العسكري في بغداد. ويبدو أن هذا المشروع تم استكماله بالفعل.
أعضاء المكتب التنفيذى في مؤتمر حرية العراق
| الاسم                | مركز العضو في حزب مؤتمر حرية العراق                                     | المنصب |
| -------------------- | ----------------------------------------------------------------------- | --- |
| سحر عبد الحسن        | المكتب التنفيذي                                                         | - |
| سعيد عبد الله الحلال | -                                                                       | - |
| سمير عادل            | رئيس الحزب                                                              | رئيس المكتب التنفيذي السابق للحزب الشيوعي العمالي العراقي |
| الزاد أحمد           | -                                                                       | مدير مركز الدفاع عن حقوق الأطفال في بغداد. الحزب لاشيوعي العمالي العراقي                                                                                               |
| ريبوار أحد           | -                                                                       | الأمين العام للحزب الشيوعي العمالي العراقي |
| فريال أكبر           | رئيسة مكتب النساء                                                       | - |
| صبحي البدري          | رئيس مكتب العمل                                                         | رئيس الجبهة المناهضة لقانون النفط ورئيس رابطة الموظفين المحليين |
| ليث علي              | المكتب التنفيذي                                                         | - |
| أمجد علي الجوهري     | المكتب التنفيذي، ومدير خدمة المعلومات الإلكترونية وممثل أمريكا الشمالية | الحزب الشيوعي العمالي العراقي |
| عبد الكريم عبد الصمد | -                                                                       | نائب رئيس اتحاد المجالس العمالية والنقابية في العراق |
| جاسم علوان           | /- مُنظم لحي العسكري في بغداد                                            | - |
| ثكرا فيصل            | -                                                                       | الحزب الشيوعي العمالي العراقي |
| محمد علي فلايح       | -                                                                       | - |
| عبد الله المليكي     | المكتب التنفيذي، رئيس جبهة العمال المناهضين للحرب والاحتلال             | و الأمين العام لفرع نقابة النفط الجنوب في البصرة |
| أمجد غفور            | -                                                                       | المدير السابق للمكتب السياسي للحزب الشيوعي العمالي العراقي، الأمين العام لمؤتمر الاستفتاء من أجل استقلال الكردستان، وعضو اللجنة المركزية للحزب الشيوعي الإيراني- حكمتي |
| مفيد حيدر            | -                                                                       | رئيس الحزب في البصرة |
| جمال حميد            | -                                                                       | نائب رئيس جمعية الصحافة في البصرة |
| ماجد حميد            | المكتب التنفيذي                                                         | - |
| أحمد هاشم            | -                                                                       | - |
| عبد الزهرة عبد الحسن | المكتب التنفيذي                                                         | - |
| علي محمد حسن         | -                                                                       | - |
| سامي حسن             | -                                                                       | مساعد الأمين العام لاتحاد المجالس العمالية والنقابية في العراق في البصرة                                                                                               |
| وليد حسن             | -                                                                       | - |
| عامر حاتم            | -                                                                       | - |
| خليل إبراهيم         | المكتب التنفيذي                                                         | - |
| رشيد إسماعيل         | -                                                                       | - |
| إبراهيم عيسى         | المكتب التنفيذي                                                         | - |
| مقدم عبد الجبار      | -                                                                       | أستاذ بجامعة البصرة |
| عمار كامل            | المكتب التنفيذي                                                         | - |
| ساتو كازويوشي        | -                                                                       | رئيس حركة الاشتراكية الديمقراطية في اليابان |
| أساي كنجي            | -                                                                       | رئيس لجنة التضامن الدولي لحركة الاشتراكية الديمقراطية في اليابان، محرر صحيفة "ام دى اس ويكلى"                                                                          |
| حسن كليدار           | نائب الرئيس، المكتب التنفيذي                                            | / الأمين العام للاتحاد العام للنقابات في العراق |
| علي حسين خضير        | -                                                                       | - |
| هيفاء محمود          | -                                                                       | - |
| نادية محمود          | / المسئولة عن قناة "سنا تي في" في لندن                                  | عضو في المكتب السياسي للحزب الشيوعي العمالي العراقي، ومنسقة مركز حقوق المرأة في الشرق الأوسط في لندن                                                                   |
| كورش مدرسي           | -                                                                       | الأمين العام للحزب الشيوعي العمالي الإيراني – حكمتي |
| سعيد نعمة            | المكتب التنفيذي، مسئول عن العلاقات العامة                               | - |
| تحسين محمد           | المكتب التنفيذي، مسئول الحزب في حي الأدهمية وحي صليخ                    | - |
| نعيم موسى            | -                                                                       | رئيس اتحاد الموظفين للمحطة الحرارية مُصايب |
| سهيد عبيدي           | المكتب التنفيذي                                                         | - |
| عوض أحمد صالح        | -                                                                       | - |

## مقرات مؤتمر حرية العراق

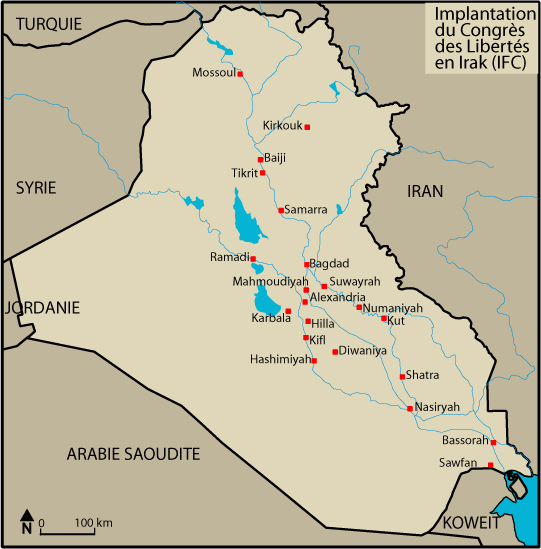

تقع مقرات مؤتمر حرية العراق في عدة مدن عراقية ما عدا كردستان، كما توجد في عدة مناطق حضرية ثانوية. وخلال أول مؤتمر وطني انعقد في نوفمبر 2007، تم تمثيل الفروع القابعة في المدن الآتية : بغداد، والبصرة، والكوت، والناصرية، وكركوك، والموصل، والديوانية، والرمادي، والشطرة، والهاشمية، والصويرة، والنعمانية، والكفل، والإسكندرية، والسامراء وتكريت، وبيجي. ويُضاف إلى ذلك، فروع أخرى في المدن الآتية : الحلة، وكربلاء، والمحمودية.
ولم تتأثر تلك المقرات بالانقسامات العرقية والدينية، وتنتشر في المدن الشيعية أكثر من المدن السنية. وتقع تلك المقرات بصفة خاصة في مدن «المثلث السني» (الرمادي، وسامراء، وتكريت) وفي مدينة شيعية مقدسة (كربلاء)، وفي مدن معرضة لأعمال العنف الطائفية بين العرب والأكراد والتركمان. فانتشار هذه المقرات صار ممكنًا، ويعود الفضل في ذلك إلى الخطاب العام الذي يتبناه مؤتمر حرية العراق ولكنه لا يكفي لتبريره. كما أن سبب عدم وجود مقر للحزب في كردستان يعود إلى الوضع الإقليمي والآثار المختلفة للحرب الأهلية والاحتلال. ومن المحتمل أيضا أن تلعب اعتبارات تكتيكية للحزب الشيوعي العمالي العراقي دورًا في هذا الأمر.
وتوجد في بغداد- الفرع الرئيسي لمؤتمر حرية العراق- عدة مقرات، في منطقة الحسين في مقاطعة الأميرية، وفي منطقة الصليخ، حيث افتتح الحزب هناك عيادة من أجل السكان، وفي منطقة الزعفرانية، حيث يصارع الحزب ضد القيود التي تثقل على السكان هناك لإجبارهم على الرحيل، وفي ضاحية الراشدية على بعد 40 كيلومترا شمال بغداد. ويتركز الحزب بصفة أساسية في شمال غرب المدينة، على الضفة اليمنى لنهر دجلة. ويتضح من دراسة الخريطة الدينية للعاصمة العراقية، أن هذه الأماكن كانت بمثابة مناطق مختلطة تجمع بين السنة والشيعة قبيل عام 2006، وظل الوضع كذلك حتى عام 2008 بالرغم من إعادة تشكيل المجتمع بسبب الحرب الأهلية.، كما تتركز مقرات الحزب بصورة كبيرة في منطقة البصرة.
وانضم مائتان وخمسون مزارع إلى مقر الحزب في صفوان بالقرب من البصرة، وقاموا بتشكيل دوريات مسلحة لمنع الجماعات الإرهابية من تخطي الحدود ونقل الأسلحة. ويتمتع الحزب أيضًا بعلاقات جيدة مع عدة قبائل في جنوب العراق معادية للاحتلال وللصراعات الطائفية، ومعادية للتدخل الإيراني في المنطقة. ويتحكم الحزب في منطقة «أسرى الحروب والمفقودين» والتي أطلق عليها اسم «التضامن»، حيث يعيش ما يقرب من 5000 شخص من الأكراد والعرب والتركمان.
وذكر سمير عادل قائلًا :«إن كل شخص يستطيع أن يعيش في هذه المنطقة، حيث أنها منطقة الإنسانية. ولا أحد لديه الحق في السؤال عن ديانتكم أو هويتكم العرقية». إلا أن هذه المنطقة لم تعد تُذكر في صحف مؤتمر حرية العراق بعد 2006، مما يوحي بأن الحزب لم يعد له السيطرة عليها.

## المنظمات
قائمة المنظمات الأعضاء في حزب مؤتمر حرية العراق
- جمعية الدعاة الخيرية
- رابطة موظفى محطات الطاقة الحرارية في المسيب
- رابطة موظفى المجالس المحلية (البلدية)
- جمعية عمال قطاع الهندسة الميكانيكية في الشركة العامة للصناعات الميكانيكية
- مركز حماية حقوق الإنسان
- المركز الدولى للصداقة
- تجمع براء
- تجمع عشتار
- مركز تنمية الفرات
- منظمة حقوق المرأة
- اتحاد المجالس والنقابات العمالية في العراق (فرع البصرة)
- الاتحاد العام للمعلمين
- الاتحاد العام للنقابات العمالية في العراق
- جمعية الخنساء للمحاميات المدافعات عن حقوق المرأة
- منظمة الأرامل والأيتام
- منظمة النور الإنسانية
- المنظمة الوطنية لمكافحة الفساد
- الحزب الشيوعى العمالى العراقى
- نقابة الهندسة الميكانيكية (العضو في النقابة العامة لموظفى قطاع النفط في البصرة)
- نقابة عمال الميكانيكا (الإسكندرية)
- النقابة العامة لعمال النسيج والجلود، رابطة الصحف في البصرة
- نقابة الطلاب التقدميين
- نقابة المهندسين
- النقابة العامة للعاملين في قطاع النفط بالبصرة
- النقابة العامة للعاملين في قطاع الهندسة الميكانيكية والطباعة

## النقابات
تشكل النقابات القاعدة الاجتماعية المناضلة في حزب مؤتمر حرية العراق. وقد طالب سمير عادل بوضوح الفئات العمالية في الحزب قائلًا : «نريد أن نكون حلًا للمجتمع العراقى بأسره، للعمال، والنساء، والمعلمين، والطلاب، لأن العمال يشكلون غالبية المجتمع، ولهذا فإنه من الأهمية أن تلعب الطبقة العمالية دورًا أساسيًا في مؤتمر حرية العراق».
وفي واقع الأمر، تعد النقابات من أهم مقومات الحزب من حيث العدد، إذ يشكل ممثلو المنظمات النقابية 40% تقريبًا من اللجنة المركزية لمؤتمر حرية العراق، ويترأس صبحى البدرى المكتب العمالى في الحزب لتنسيق التفاعل مع الطبقة العمالية.
ويدعم حزب مؤتمر حرية العراق الحريات النقابية خاصة وأن الحزب قد أعلن مرارًا وتكرارًا دعمه للنقابة العامة للعاملين في قطاع النفط-باعتبارها واحدة من أهم مقومات الحزب- في مواجهة وزير النفط العراقى السابق حسن الشهرستانى الذي هاجم وندد بحركة الإضراب عن العمل التي أطلقتها النقابة احتجاجًا على قانون النفط. كما ساند الحزب النقابة أمام التهديدات باعتقال قياداتها. وفي الحقيقة، لايزال قانون العمل الذي أُقر إبان حكم الرئيس العراقى السابق صدام حسين بشأن حظر النقابات في القطاع العام والحد من نشاطها في القطاع الخاص من خلال تكوين نقابة رسمية واحدة فقط، معمولا به حتى عام 2008.
تأسس الاتحاد العام لنقابات العمال في العراق في يونيو 2006 بعد اندماج النقابة الديموقراطية العراقية ونقابة العمال في العراق والذي أصبح على الفور عضوا في حزب مؤتمر حرية العراق. ويضم هذا الاتحاد عددا من النقابات مثل نقابة النفط والطاقة والسكك الحديدية والنقل ونقابة عمال النسيج والجلود ونقابة العاملين في وزارة التجارة والزراعة وفي قطاع صناعة المواد الغذائية.ومن جانبه، قدم حزب مؤتمر حرية العراق دعمه لهذا الاندماج من خلال فتح مقاراته لعقد المؤتمر التأسيسى.
واقترح الاتحاد العام للنقابات في العراق، خلال مؤتمره الوطنى الأول، في نوفمبر 2006، الاندماج مع اتحاد المجالس والنقابات العمالية في العراق، ولكن لم يتم، فيما يبدو، هذا المشروع، على الرغم من أن العديد من ممثلى هذا الاتحاد كانوا من بين الحضور خلال هذا المؤتمر. وضم مؤتمر الاتحاد العام لنقابات العمال في العراق الذي عقد في العاصمة بغداد عدد 105 من ممثلي المدن العراقية لاسيما مدينة كربلاء، والسليمانية، والإسكندرية، والحلا، والمحمودية، وبغداد، هذا خلاف 40 فرد لم يتمكنوا من الحضور لأسباب أمنية. وعقد هذا المؤتمر في حماية القوات الأمنية التابعة لحزب مؤتمر حرية العراق، إذ أن المئات من بينهم أعضاء بالنقابة.
ولحزب مؤتمر حرية العراق تأثير بين العاملين في قطاع النفط عن طريق نقابة النفط في جنوب البلاد. وهذا ما شجع الحزب على دعوة العمال للإضراب عن العمل عدة مرات. ففى بداية شهر يوليو من عام 2006، أطلق الحزب دعوة للإضراب عن العمل للمطالبة بـ"إلغاء الخصخصة، وحل الميليشيات المسلحة، والتصدى لها لتورطها في قتل العمال، وتوزيع الحصص الغذائية دون أي قيود، وتوزيع الأرباح بين العاملين في قطاع النفط. وفي 24 ديسمبر 2006،–أي في ذكرى اتخاذ الولايات المتحدة الأمريكية قرار ضرب العراق- قرر العاملون في قطاع صناعة السجاد الانضمام لهذا الاضراب.
وانضمت نقابات أخرى، لا تتبع الاتحاد الوطنى، حزب مؤتمر حرية العراق. كما أعلنت نقابة المهندسين التي تضم حوالى 17 ألف عضو انضمامها للحزب، في نوفمبر 2007، وفقا لما أعلنه نائب رئيس النقابة سمير الموصوى، ورئيس اتحاد النفط غازى مفتن. كما أعلن رئيس الاتحاد العام للمعلمين، حسين احمد سلمان، انضمامه لحزب مؤتمر حرية العراق، ولذلك دعم الحزب في مارس 2007 إضراب المعلمين عن العمل في 21 مدرسة، في حى الثورة المعروفة باسم مدينة الصدر، احتجاجًا على تدهور الأوضاع الأمنية، وارتفاع الأسعار، والمطالبة بصرف الرواتب.
وفضلًا عن ذلك، يوجد، في اللجنة المركزية لحزب مؤتمر حرية العراق، ممثلون عن كل من رابطة موظفى المجالس المحلية والنقابة العامة للعاملين في قطاع الهندسة الميكانيكية والطباعة، ورابطة موظفى محطات الطاقة الحرارية في المسيب، والنقابة العامة للعاملين في قطاع النفط بالبصرة، وإحدى فروعها، وهي نقابة عمال الميكانيكا، والنقابة العامة لعمال النسيج والجلود، ورابطة الصحف بالبصرة، ونقابة الطلاب التقدميين. وأخيرًا، انضمت للحزب نقابة عمال الميكانيكا، وجمعية عمال قطاع الهندسة الميكانيكية في الشركة العامة للصناعات الميكانيكية بمدينة الإسكندرية، التي تقع على بعد 40 كيلومترًا جنوب شرقى بغداد، وهي إحدى أهم المدن الصناعية في العراق.
وعلى الرغم من أن هناك تعاونًا كبيرًا بين حزب مؤتمر حرية العراق، واتحاد المجالس والنقابات العمالية في العراق، وعلى الرغم من أن العديد من أعضاء اللجنة المركزية للحزب، ومن بينهم المستشار القانونى لمؤتمر حرية العراق- فليح مخطوف- (وهو يشغل أيضًا منصب الأمين العام لاتحاد المجالس والنقابات العمالية في العراق) كانوا أعضاءً في هذه النقابة، إلا أن النقابة لم تعلن انضمامها رسميًا للحزب. وفي المقابل، أعلن فرع الاتحاد، في مدينة البصرة، انضمامه لمؤتمر حرية العراق. ويعد هذا الوضع الغامض ثمرة الاستراتيجية النقابية المتباينة بل ويعكس أيضًا –دون أدنى شك- حجم التوترات الداخلية في الحزب الشيوعى العمالى العراقى، فيما يتعلق بإشكالية المفهوم النقابى والمجالس العمالية.

## الجبهة المناهضة لقانون النفط
كانت الحكومة العراقية تسعى لتمرير قانون بشأن النفط وهذا ما أثار جدلًا واسعًا في العراق. ويرمى مشروع القانون إلى فتح الباب أمام القطاع الخاص للاستفادة من إنتاج النفط العراقى الذي أعلن تأميمه عام 1972. وينص هذا القانون أيضًا على توزيع أرباح قطاع النفط -الذي يمثل الثروة الرئيسة للبلاد- على الـ 18 محافظة عراقية، وهذا ما رفضته المنظمات النقابية بالإجماع.
ومنذ شهر مارس 2007، نظم حزب مؤتمر حرية العراق وقفات احتجاجية ضد مشروع القانون لاسيما أنه يصب في مصلحة الشركات الأمريكية الكبرى، لا في خدمة مصالح الشعب العراقى، ثم أطلق الحزب حملة مناهضة لهذا القانون، في مايو ·  من العام نفسه، لينتهى هذا الأمر بتنظيم أول مظاهرة في يوليو 2007.
ثم أنشأت النقابة العامة للعاملين في قطاع النفط -بالتعاون مع اتحاد المجالس والنقابات العمالية في العراق وجبهة العمل ضد الحرب والفساد- جبهة مناهضة لقانون النفط ليكون لها فروع عدة، في كل من بغداد وبصرة والحلا ونجف.
وبادرت الجبهة بتنظيم أول مظاهرة مناهضة لمشروع القانون، بالعاصمة العراقية بغداد، في 3 سبتمبر 2007، تحت مراقبة شديدة من جانب الجيش الأمريكى الذي يمنع إمكانية الوصول إلى المتظاهرين. ومن جانبه، هدد حسن جمعة، رئيس اتحاد نقابات العاملين في قطاع النفط، في جنوب العراق، خلال مؤتمر صحفى، بأنه إذا مررت الحكومة هذا القانون، ستدمر نقابته واحدة من خطوط الأنابيب كخطوة انتقامية، داعيًا العاملين في قطاع النفط إلى الإضراب عن العمل اعتراضًا على مشروع القانون.
وفي 22 سبتمبر،2007 نظمت الجبهة المناهضة لقانون النفط مظاهرة، في ساحة التحرير ببغداد، أمام تمثال الحرية، بمساعدة اتحاد المجالس والنقابات العمالية في العراق، والنقابة العامة لعمال العراق، والعديد من النقابات الأخرى. وأقام زعيم الجبهة، صبحى البدرى، –الذي يترأس أيضًا المكتب التنفيذى للجنة المركزية لحزب مؤتمر حرية العراق- مؤتمرًا صحفيًا، نقلته العديد من المحطات التلفزيونية في الشرق الأوسط. وردًا على هذا التصعيد، طالب وزير النفط آنذاك، حسين الشهرستانى حكومته بفتح تحقيق قضائي بحق الجبهة المناهضة لقانون النفط، إلا إنه، فيما يبدو، لم ينجح في هذا الأمر.

## المنظمات النسائية
أشار حزب مؤتمر حرية العراق، في بيانه التأسيسى، إلى أنه من بين 16 قانونًا يسعى لإقرارها، فور وصوله إلى سدة الحكم، يجب الاعتراف بالحقوق المدنية والفردية بشكل كامل ودون أي شروط والاعتراف بالمساواة بين الرجل والمرأة، وإلغاء كافة القوانين واللوائح المخالفة لهذه المبادئ على الفور. وتبنى الحزب هذا الموقف، للتأكيد على رفضه لتدهور أوضاع المرأة، وانتشار العنف القائم على أساس الجنس في مختلف أنحاء العراق.
ومن أجل الدفاع عن حقوق المرأة، أنشأ حزب مؤتمر حرية العراق مكتبًا خاصًا بالنساء، في يناير 2007، وكانت أول من أدارته، سعاد على التي تركت رئاسة هذا المكتب لصالح فريال أكبر. وعلى الرغم من هذه المبادرات، إلا أن مكانة المرأة داخل هذا الحزب ظلت ضعيفة.
وانضمت الكثير من الجمعيات النسائية لحزب مؤتمر حرية العراق، من بينها جمعية حقوق المرأة، وجمعية الخنساء للمحاميات المدافعات عن حقوق المرأة والتي يرأسها نضال فصيل عبيدى في مدينة الحلا. وبالإضافة إلى ذلك، هناك تواجد نسائى كبير داخل الحزب، في مدينة الإسكندرية التي تقع على بعد40 كيلومترًا جنوب شرقى بغداد، وتقود هذا القسم زينب على عبد الله. وقد أكد الحزب الذي له حضور قوى في هذه المدينة، أنه سيقود حملة لتقديم المساعدات الإنسانية لصالح النازحين وبصفه عامة الأرامل واليتامى ضحايا العنف الطائفى. وأنشأ الحزب قسم نسائى آخر في مدينة الناصرية.
وهناك تعاون دائم بين مؤتمر حرية العراق ومنظمة حرية المرأة في العراق، كما أن رئيستها، ينار محمد، وقعت على طلب لتكون عضوًا مؤسسًا في الحزب، إلا أنها لم تنضم رسميًا له. وكذلك لعبت هوزان محمود المتحدثة الدولية باسم منظمة حرية المرأة في العراق لبعض الوقت دورًا هامًا في تأسيس الحزب قبل تخليها عن دعمه. ويبدو أن هذه المنظمة فضلت الاحتفاظ باستقلاليتها والحفاظ على شبكة الدعم الدولية الخاصة بها.

## الجمعيات التضامنية
انضمت العديد من المنظمات غير الحكومية إلى حزب مؤتمر حرية العراق تضطلع فيه بعض الأقسام بهذا الدور التضامني. ومن ثم، يتولى الحزب، في حى «العسكرى» ببغداد، مسئولية توزيع الوقود على السكان. ومن بين المنظمات التي انضمت للحزب، يمكن الإشارة إلى منظمة النور الخيرية النشطة في حى «المشورة» بمقاطعة «الوزيرية» والتي انضمت للحزب في نوفمبر 2006، إبان تشكيل القوات الأمنية داخل هذا الحى. كما انضمت المنظمة الوطنية لمكافحة الفساد، وحركة براء، وحركة دعاء، فضلًا عن المركز الدولى للصداقة، وحركة عشتار برئاسة زينب بدر الربيعى، ومركز تنمية فرات برئاسة رياض صباح، ومنظمة الأرامل والأيتام، وجمعية الدواء الإنسانية.
كما أنشأ حزب مؤتمر حرية العراق، في سبتمبر 2006، منظمة للأطباء والممرضات، باسم «أطباء مؤتمر حرية العراق» التي توفر خدمات طبية مجانية للمواطنين في مقرات الحزب ببغداد، وتشكل من فريق طبى متحرك لتقديم بعض خدماتها داخل الأحياء الأخرى. وقد كان الهدف من هذه المنظمة هو تعويض المواطنين عن تردى مستوى الخدمات الاجتماعية في العراق، ومواجهة مشكلة الهجرة الجماعية للأطباء.
وانضم مركز حماية حقوق الأطفال في بغداد المرتبطة بشبكة «تشيلدرن فرست انترنشنال» لحزب مؤتمر حرية العراق. ويتعاون هذا المركز مع منظمات غير حكومية في اليابان من أجل إقامة جسر للتواصل بين أطفال البلدين.

## محطات تلفزيونية
احداثيات بث قناة سنا الفضائية
| قناة سانا          | احداثيات    |
| ------------------ | ----------- |
| Satellite          | Hot Bird 8  |
| Orbital Position   | 13 درجة شرق |
| Transponder        | 14          |
| Downlink Frequency | 11 470      |
| Downlink Polarity  | Vertical    |
| FEC                | 5/6         |
| Symbol Rate        | 27,500      |

أطلق حزب مؤتمر حرية العراق محطة تلفزيونية خاصه به مثله مثل باقى الأحزاب الكبرى في العراق. وتحمل هذه القناة الفضائية اسم «سنا» وتعنى «النور». وتم تدشين المحطة رسميًا في 27 من إبريل 2007، وبدأت في بث برامجها مباشرة في 19 يونيو 2007، ويديرها قاسم هادى رئيس نقابة العاطلين عن العمل في العراق.
وكان سمير عادل هو من اقترح إطلاق هذه القناة التلفزيونية في يناير 2006 وذلك خلال المؤتمر الدولى لدعم حزب مؤتمر حرية العراق الذي عقد في طوكيو، حيث ذكر «إنه من المؤسف أن يكون هناك 12 محطة تلفزيونية في العراق وجميعها محطات قومية وعرقية تعلم المواطنين يوميا كراهية جيراننا لأنهم من السنة أو الشيعة وتعلمنا كيف نحتقر أخواتنا لأنهن من النساء وتقوم بتعليم أطفالنا كيفية تنفيذ هجمات انتحارية». وقد جمع الحزب 400 ألف دولار أمريكى من اليابان كمساعدات لإنشاء هذه القناة.

## القوات الامنية

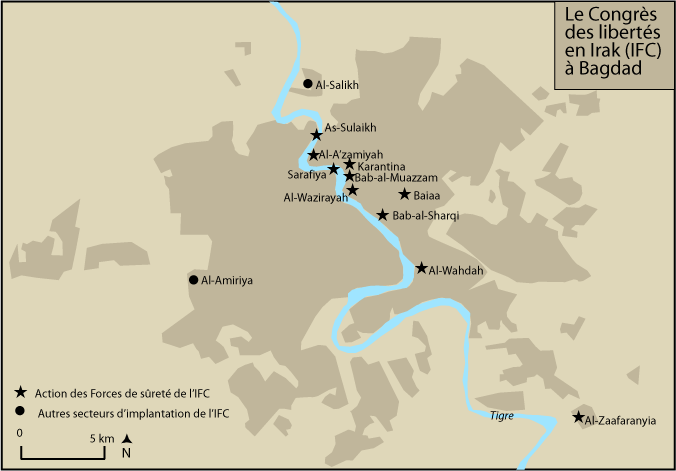

فور تأسيس حزب مؤتمر حرية العراق، سعى الحزب إلى تشكيل تنظيمًا مسلحًا. وكانت هذه الممارسات منتشرة ومعروفة في العراق، إذ تمتلك العديد من الأحزاب السياسية ومن بينها الأحزاب الحكومية أو مجلس النواب العراقى مليشياتها الخاصة.
وشكلت أول قوات أمنية تابعة لمؤتمر حرية العراق في مارس 2006 بحى الزعفرانية ببغداد ومن ثم كون سكان مقاطعة ضياء في العاصمة العراقية لجنة شعبية للدفاع عن الحى الصناعى المرتبط بحزب مؤتمر حرية العراق ضد هجمات الجماعات المسلحة الأخرى. وتهدف هذه القوات الأمنية إلى حماية المدنيين، لكنها لم تهاجم مطلقًا قوات الاحتلال الأمريكية. وقد كان اغتيال قائدها، عبد الحسين صدام، بمثابة الضربة القاضية التي أنهت هذه المليشيات المسلحة. وما يؤكد هذا، هو أن الصحف التابعة لحزب مؤتمر حرية العراق لم تعد تنشر أي أخبار بشأن نشاط هذه القوات.
ويرتدى أفراد القوات الأمنية زيًا موحدًا وهو بنطال جينز أزرق اللون وقميص أرزق سماوى وشارات تحمل شعار حزب مؤتمر حرية العراق. كما يحملون بنادق نارية، وهي متاحة بسهولة في العراق. إلا أن ارتداء هذه القوات للبنطال الجينز يعد علامة تحدى واضحة للإسلاميين الذين يعتبرونه زيًا غربيًا ويفضلون ارتداء الملابس التقليدية في البلاد.
وأجرى الحزب العديد من الدورات التدريبية، وشهد حى العسكرى أول دورة لتدريب 29 عضوًا في الحزب في سبتمبر 2006 وكانت أولى مهماتها التصدى للمجرمين واللصوص، ثم توالت الدورات التدريبية في نوفمبر 2006 ومارس 2007 وذلك يكعس مدى ضعف أعداد هذه القوات، فقد كانت الدورة الواحدة تضم فقط عشرات من أعضاء الحزب الراغبين في الانضمام لهذه القوات حسبما أوضحت الصور التي نشرتها وسائل الإعلام.
وكانت مهمة هذه القوات الأمنية حماية مدارس المهندسين، في حى الباب المعظم في العاصمة بغداد وحماية جسر الصرافية بحى الوادى. وقد منعت القوات الأمنية التابعة لمؤتمر حرية العراق في هذا الحى إقامة ثكنة للجيش المهدى، وهي عبارة عن مليشيات إسلامية شيعية. ودخلت هذه القوات أيضًا حى الباب الشرقى حيث يوجد أهم وأكبر الأسواق في بغداد، ومقر الحزب الشيوعى العمالى العراقى. وبالأسلوب نفسه، دخلت هذه القوات حى الأعظمية بوسط بغداد حيث مقر اتحاد المجالس والنقابات العمالية في العراق ومقر منظمة حرية المرأة. ووقفت هذه القوات بين القوات الأمريكية وقناصة مجهولين في حى الأطباء ببغداد من أجل حماية أطفال المدارس.
وفي بداية الأمر، ومنذ نوفمبر 2006، كانت هذه القوات الأمنية منتشرة بشكل غير رسمى في مقاطعة كارنتينا ببغداد، حيث تمكنت من الحفاظ على الأمن والنظام دون وقوع هجوم واحد في هذه المنطقة. ومنذ ديسمبر 2006، كان السكان في حى المشورة بمقاطعة الوزيرية يساهمون ماديًا في تدريب القوات الأمنية التابعة لحزب مؤتمر حرية العراق. كما كانت هذه القوات متمركزة في منطقة الصليخ والصانى والوزيرية حيث مقر وزارة الصحة. وواجهت هذه القوات «نقاط تفتيش» وهمية كانت تهدف إلى تصنيف المواطنين سواء سنة أو شيعة، في إطار الاشتباكات على أساس دينى. وقامت هذه القوات بتأمين معهد المعلمين في بغداد حيث يتلقى 800 طالب دورات تعليمية مسائية · . وفي حى المحمودية الواقع على بعد 25 كيلومترًا جنوبى بغداد، واجهت هذه القوات الأمنية، في نوفمبر 2006، القوات المسلحة التابعة للحزب الإسلامى –أحد الأحزاب الممثلة في مجلس النواب العراقى لحماية المدنيين.
وفي البصرة، انضمت الحركة الوطنية للمجاهدين في الأهوار لحزب مؤتمر حرية العراق–وهي حركة تمرد سابقة مناهضة لنظام الرئيس العراقى السابق صدام حسين وتضم 400 مقاتل.

## قمع الجيش الأمريكى لمؤتمر حرية العراق
في السابع والثامن من سبتمبر 2006، ذكر حزب مؤتمر حرية العراق أن جنود الجيش الأمريكى قاموا بنهب وسرقة مقر الحزب في بغداد. ودمر الجنود الأمريكيون الأثاث الذي كان بداخل مقر الحزب وتحفظوا على العديد من الوثائق. كما وقع هجوم جديد مماثل في 12 فبراير 2008.
وقتل قائد القوات الأمنية لحزب مؤتمر حرية العراق عبد الحسين صدام على أيدى وحدة خاصة تابعة للجيش الأمريكى برفقة الحرس الوطني العراقى. وفي 4 يوليو 2007، أصيبت ابنته البالغة من العمر 18 عامًا خلال هجوم استهدف منزله الساعة الثالثة عصرا بالتوقيت المحلى لمدينة بغداد. وتوفى صدام متأثرًا بإصابته البالغة. ثم عثر على جثمانه بعد يومين من الحادث في أحد المستشفيات وظلت ابنته في منزلها على الرغم من إصابتها.
وينتمي عبد الحسين صدام البالغ من العمر 50 عامًا لعائلة تقدمية، وهو من مواليد مدينة البصرة. وفي 1997، حكم عليه بالسجن لمدة عامين لانتقاداته لنظام صدام حسين. وفي مايو 2006، انضم صدام لحزب مؤتمر حرية العراق وشارك في القوات الأمنية فور تشكيلها في إبريل 2007 وسرعان ما تولى قيادة هذه القوات خلفًا لرياض صليح. وكان عضوًا احتياطيًا في اللجنة المركزية لحزب مؤتمر حرية العراق. وتوالت رسائل دعم عديدة من داخل العراق وخارجها مثل اليابان والولايات المتحدة للتنديد بحادث اغتيال عبد الحسن صدام · . وبعد هذا الحادث بوقت قصير، علق بعض الجنود الأمريكيين، في حى الباب المعظم والوادى ببغداد، لافتات للتذكير بمقتل هذا القيادى الكبير في حزب مؤتمر حرية العراق وأدانوا استمرار احتلال الأراضى العراقية والطائفية الدينية. ومن جانبه، لم يعلق الجيش الأمريكى على هذا الحادث ولم ينف تورطه في هذا الأمر.

## الدعم الدولى لحزب مؤتمر حرية العراق

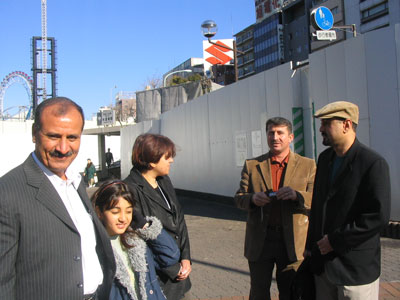
طوكيو، طوكيو، اغسطس 2006، المؤتمر الدولى لدعم حزب مؤتمر حرية العراق. من اليسار إلى اليمين: على عباس خفيف، الامين العام لاتحاد المجالس والتقابات العمالية في العراق بالبصرة وسنارية؛ ندى معيد، نائب رئيس منظمة حرية المرأة في العراق؛ ازاد احمد، مدير مركز الدفاع عن حقوق الأطفال في بغداد؛ سمير عادل، الامين العام لمؤتمر حرية العراق.

يعتمد حزب مؤتمر حرية العراق –الذي نشأ في بلد يعانى من الفقر بعد سنوات من الحرب والديكتاتورية- في جزء كبير من تمويله على المساعدات الخارجية. وقد تم إنشاء فروع للحزب في الخارج خاصة في سويسرا وكندا وهولندا وفنلندا. ويحق للمنظمات الأجنبية الانضمام للحزب بعضوية كاملة. فالحزب يحظى بشبكة دعم دولية.
وتعد الحركة من أجل الاشتراكية الديمقراطية –وهو حزب يسارى يابانى صغير- أهم داعم دولى لحزب مؤتمر حرية العراق. ودخل هذا الحزب كعضو كامل العضوية مؤتمر حرية العراق وأصبح رئيس الحزب اليابانى ساتو كازويوشى عضوًا في اللجنة المركزية. وعلى الرغم من المخاطر الأمنية، حضر كازويوشى المؤتمر الأول لحزب مؤتمر حرية العراق الذي عقد في بغداد في نوفمبر  2007 ورافقه في هذه الزيارة وفد ياباني. واتفقت كافة المنظمات اليابانية المشاركة في الجمعية الوطنية من أجل السلام والديمقراطية (زنكو) على دعم حزب مؤتمر حرية العراق. وفي أغسطس 2007، أكد المؤتمر الـ37 لجمعية زنكو خلال اجتماعه في طوكيو هذا الدعم مقترحًا جمع 10 ملايين ين (أي حوالى 60 ألف يورو) قبل نهاية عام 2007، من أجل حماية قناة «سنا» ونقل مكاتبها ومقرات حزب مؤتمر حرية العراق إلى مكان آخر، فضلًا عن زيادة عدد الحراس الشخصيين وتعزيز أمنها الخاص. وتوجد أيضًا لجنة تضامن مع المقاومة المدنية العراقية. وكان فوميهيرو مورى رئيسًا مشتركًا لهذه اللجنة. ويرجع اهتمام اليسار اليابانى بالقضية العراقية إلى مشاركة الجيش اليابانى في الحرب على العراق.
وفي الولايات المتحدة، احتفظ حزب مؤتمر حرية العراق بعلاقات مع التجمعات الأمريكية المناهضة للحرب التي تضم 140 نقابة تابعة للاتحاد الأمريكى للعمل ومؤتمر المنظمات الصناعية التي تمثل مليون نقابى معارض لاحتلال العراق · . وحضر سمير عادل شخصيًا المؤتمر السنوى لهذه التجمعات في ديسمبر 2006. وأرسل التحالف المناهض للحرب (الاتحاد من أجل السلام والعدل) الذي يضم 1300 جمعية وفدًا للمؤتمر الدولى الأول لدعم حزب مؤتمر حرية العراق الذي عقد في طوكيو في يناير 2006 بالإضافة إلى جامعية مقاومى الحرب العضو في هذا التحالف qui en est membre. ودعت كل من التجمعات الأمريكية المناهضة للحرب والاتحاد من أجل السلام والعدل «أمجد الجوهرى» ممثلًا عن حزب مؤتمر حرية العراق لزيارة واشنطن في سبتمبر 2005. ويوجد فرع للحزب في الولايات المتحدة يقوده في الأساس عدد من النشطاء في الجامعية الشيوعية وهي منظمة يسارية متطرفة صغيرة وكذلك المنظمة القومية للكفاح من أجل حرية العراق التي تأسست لدعم حزب مؤتمر حرية العراق.
ويسعى حزب مؤتمر حرية العراق إلى تأسيس علاقات سياسية داخل الولايات المتحدة، حيث التقى رئيس الحزب سمير عادل بالنائبة عن ولاية مينيسوتا في الكونجرس الأمريكى «بيتى ماكولوم» وبرئيس لجنة الشئون الخارجية في مجلس الشيوخ «ديك لوجار» المؤيد لتقليص عدد الجنود الأمريكيين المنتشرين في العراق. ويبدو أن من نظم هذه المقابلات هو الاتحاد السلمى الأمريكى وهي لجنة خدمة أصدقاء أمريكا المرتبطة بجمعية الأصدقاء الدينية أو الكويكرز الداعمة لحزب مؤتمر حرية العراق. كما التقى سمير عادل «سيندى شيهان» الناشطة الحقوقية الشهيرة الداعمة للسلام مرتين وأرسل لها خطابًا عندما شاركت في تثبيط همته.
وفي إيران، انضم الحزب الشيوعى العمالى الإيرانى – "حكمتى" كعضو داخل حزب مؤتمر حرية العراق منذ تأسيسه. وكان رئيسه «كورش مدرسى» عضوًا في اللجنة المركزية للحزب العراقى وهو من قام بكتابة البيان التأسيسى للحزب. وعلاوة على ذلك، أرسل الحزب الشيوعى الإيرانى (كومالا) وفدًا لحضور المؤتمر الأول لحزب مؤتمر حرية العراق، إلا أن الوفد لم يتمكن من المشاركة بسبب وقوع حادث سيارة. ويذكر أن هذا الحزب غير القانونى داخل إيران، ولديه قواعد خلفية في كردستان العراق منذ فترة طويلة.
وفي إبريل 2007، حضرت وفود من الولايات المتحدة وأندونيسيا والعراق واليابان والفلبين مؤتمرًا عقد في مانيلا عاصمة الفلبين لدعم حزب مؤتمر حرية العراق. وتعد جمعية سوليدامور التي يرأسها الناشط الحقوقى المؤيد للسلام «ينى روزادماينتى» الداعم الأساسي للحزب العراقى في إندونيسيا. كما توجد لجنة لدعم حزب مؤتمر حرية العراق في كوريا الجنوبية. إذ دعى الحزب الاشتراكى الكورى الجنوبى سمير عادل لزيارة البلاد. ويؤيد التحالف السياسى الاشتراكى والمؤتمرات الشرق أسيوية المناهضة للحرب أيضًا حزب مؤتمر حرية العراق.
و في نوفمبر 2006، عقد «فارس محمود» عضو المكتب التنفيذى لحزب مؤتمر حرية العراق في الخارج عددًا من المؤتمرات، في العديد من المدن الإيطالية، بناء على مبادرة اطلقتها اللجنة الدولية المناهضة للحرب والجامعة الأممية، كما أجرى الحزب العراقى اتصالات مع العديد من الأحزاب اليسارية المتطرفة في تركيا، إلا أنه لم يتم نشر أسماء هذه الأحزاب، ويرجع ذلك ربما إلى أسباب أمنية.

## ببليوجرافيا
- Nicolas Dessaux, Résistances irakiennes : contre l'occupation, l'islamisme et le capitalisme, Paris, L'Échappée, coll. Dans la mêlée, 2006. Critiques par le Monde Diplomatique, Dissidences, Ni patrie, ni frontières. Publié en Turc sous le titre Irak'ta Sol Muhalefet İşgale, İslamcılığa ve Kapitalizme Karşı Direnişle, Versus Kitap / Praxis Kitaplığı Dizisi, 2007. (ردمك 978-2915830101) [ لقاءات مع شخصيات من المقاومة المدنية العراقية من بينها قادة حزب مؤتمر حرية العراق، مع وجود ملاحظات ومقدمة توضيحية]
- Fanny Lafourcade, Le Chaos irakien. Dix clefs pour comprendre, Paris, La Découverte, 2007, 123 p. (ردمك 978-2-7071-5020-2) [مقدمة عن الوضع السياسى والاجتماعى بعد اربع سنوات من دخول القوات الأمريكية إلى العراق]

## وسائط متعددة
- Osamu Kimura, Iraqi Civil Resistance, Video series « Creating the 21th Century » n° 8, VHS/DVD, Mabui-Cine Coop Co. Ltd, 2005 [DVD produit au Japon et présentant plusieurs organisation de la résistance civile en العراق].
- Osamu Kimura, Go forward, Iraq Freedom Congress. Iraq Civil Resistance Part II, Video series « Creating the 21th Century » n° 9, VHS/DVD, Mabui-Cine Coop Co. Ltd, 2005 (durée : 32 min) [DVD documentaire produit au اليابان consacré à la résistance civile en العراق، contenant des notamment interviews de Samir Adil et de ينار محمد.]

## وصلات خارجية
- مؤتمر حرية العراق.
- فرع حزب مؤتمر حرية العراق في الولايات المتحدة.
- الموقع الإلكترونى لحزب مؤتمر حرية العراق الناطق باليابانية.
- النقابة العامة للعاملين في قطاع النفط -البصرة، عضو في حزب مؤتمر حرية العراق.
- مركز الدفاع عن حقوق الأطفال، عضو في حزب مؤتمر حرية العراق.
- الحركة من أجل الاشتراكية الديمقراطية، اليابان، عضو في حزب مؤتمر حرية العراق.
- لجنة التضامن مع المقاومة المدنية في العراق، اليابان.
- التضامن مع العراق (فرنسا).